# NGC 6545
NGC 6545 este o galaxie situată în constelația Păunul. A fost descoperită în 20 iunie 1835 de către John Herschel. Se află la o distanță de 43,85 de megaparseci de Pământ.